# Вја С.Кандида Ортали (Авелино)
Вја С.Кандида Ортали је насеље у Италији у округу Авелино, региону Кампанија.
Према процени из 2011. у насељу је живело 117 становника. Насеље се налази на надморској висини од 381 м.